# Joe Gibbs Racing
Pour les articles homonymes, voir JGR.
Le Joe Gibbs Racing (JGR) est une écurie NASCAR basée à Huntersville en Caroline du Nord, dirigée par Joe Gibbs.

## Parcours en NASCAR Cup series
L'écurie débute en Cup Series en 1992 avec Dale Jarrett qui remporte deux courses en 1993 et 1994 au volant de la voiture no 18. Il est remplacé l'année suivante par Bobby Labonte qui gagne 21 courses entre 1995 et 2003 ainsi que le championnat en l'an 2000. La Joe Gibbs Racing permet également à Tony Stewart de s'imposer lors des saisons 2002 et 2005 tout comme Kyle Busch en 2015 et 2019.
L'écurie engage en 2018 les Toyota Camry no 11, 18, 19 et 20 respectivement pilotées par Denny Hamlin, Kyle Busch, Daniel Suarez (en remplaçant Carl Edwards parti à la retraite fin 2016) et Erik Jones (Matt Kenseth n'ayant pas renouvelé son contrat avec Joe Gibbs Racing). 
En 2019, Erik Jones retrouve Martin Truex Jr, qui prend place dans la 19. Les deux pilotes formaient le duo de la Furniture Row Racing, l'année du titre de Truex en 2017. Suarez rejoint la 41, chez Stewart-Haas. Kyle Busch remporte en fin de saison son 2e titre de champion pilote.